# Witold Bendkowski
Witold Stefan Bendkowski (ur. 2 września 1961 w Rawie Mazowieckiej) – polski piłkarz, występujący na pozycji obrońcy.
Jest wychowankiem Mazovii Rawa Mazowiecka, później grał w Unii Skierniewice. W 1981 był już piłkarzem ŁKS Łódź, grał w tym klubie do 1990. Po 9 sezonach spędzonych w Łodzi przez 3 lata kontynuował karierę w Korei Południowej w klubie Yukong Oil Seul by w roku 1993 wrócić do ŁKS, gdzie grał do 1999. Jego największym sukcesem jest zdobycie mistrzostwa Polski w 1998 z ŁKS-em Łódź. W polskiej lidze wystąpił 376 razy i strzelił 2 bramki, w tym jedną strzałem niemal z połowy boiska (przeciwko Wiśle Kraków). Grał m.in. w meczach eliminacji Ligi Mistrzów z Manchesterem United, a także w Pucharze UEFA przeciwko AS Monaco. Karierę skończył w 2000 roku w Unii Skierniewice. W sezonie 2002-2003 był tam trenerem. Do końca sezonu 2008/2009 pracował w ŁKS Łódź, gdzie zajmował się marketingiem.

## Reprezentacja Polski
W reprezentacji Polski Bendkowski rozegrał 5 meczów. Debiutował 22 maja 1988 w Dublinie w przegranym 1:3 meczu z Irlandią. Ostatni mecz w kadrze rozegrał tego samego roku, 21 września w Chociebużu, w wygranym 2:1 meczu z NRD.
| l.p. | Data             | Miejsce     | Przeciwnik        | Rezultat | Rozgrywki  | Grał   | Uwagi |
| ---- | ---------------- | ----------- | ----------------- | -------- | ---------- | ------ | ----- |
| 1.   | 22 maja 1988     | Dublin      | Irlandia          | 1-3      | towarzyski | od 26' |       |
| 2.   | 1 czerwca 1988   | Moskwa      | ZSRR              | 1-2      | towarzyski | 90'    |       |
| 3.   | 13 lipca 1988    | New Britain | Stany Zjednoczone | 2-0      | towarzyski | 90'    |       |
| 4.   | 15 lipca 1988    | Toronto     | Kanada            | 2-1      | towarzyski | 90'    |       |
| 5.   | 21 września 1988 | Chociebuż   | NRD               | 2-1      | towarzyski | 90'    |       |